# Maquis en Cantabria
El término maquis identifica a distintas personas que, tras la guerra civil española, optaron por echarse al monte para seguir luchando contra la dictadura franquista. Al igual que en el resto de España, en Cantabria aquellos que escogieron esta forma de lucha de guerrillas buscaron las zonas más propicias de la geografía cántabra para emboscarse y subsistir. Los maquis en Cantabria actuaron en las zonas de Liébana, Campoo, Miera, zona pasiega, montes de Los Carabeos y, esporádicamente, en lugares enclavados en Herrerías, Valdáliga, Santa María de Cayón y Villaescusa, entre otros.
Esta forma de lucha armada quedó extinguida con la muerte de los maquis conocidos por los sobrenombres de Juanín y Bedoya, fallecidos tras los enfrentamientos con fuerzas de la Guardia Civil en abril y diciembre del año 1957, respectivamente.

## Primera etapa
Especial incidencia tuvieron en la primera etapa de la guerra las partidas dirigidas por el Machado, el Cariñoso (actuando en Liérganes), el Gitano, el Vasco, el Joselón y la partida de el Practicante, cuya primera acción hay que situarla en 1939, en Susilla (localidad del municipio de Valderredible).
Ceferino Roiz, natural de Tresviso y apodado el Machado, fue, quizá, el primer cabecilla de una partida de maquis, que en principio se llamó Brigada Machado, luego "Brigada Picos de Europa", para convertirse hasta su definitiva extinción en la "Brigada Guerrillera de los Valles de Llaneda". El Machado murió en un enfrentamiento con la Guardia Civil el 22 de abril de 1945, cuando se encontraba a mitad de camino entre Sotres y Bulnes, en Pandébano, muriendo dos guardias civiles en el mismo enfrentamiento.

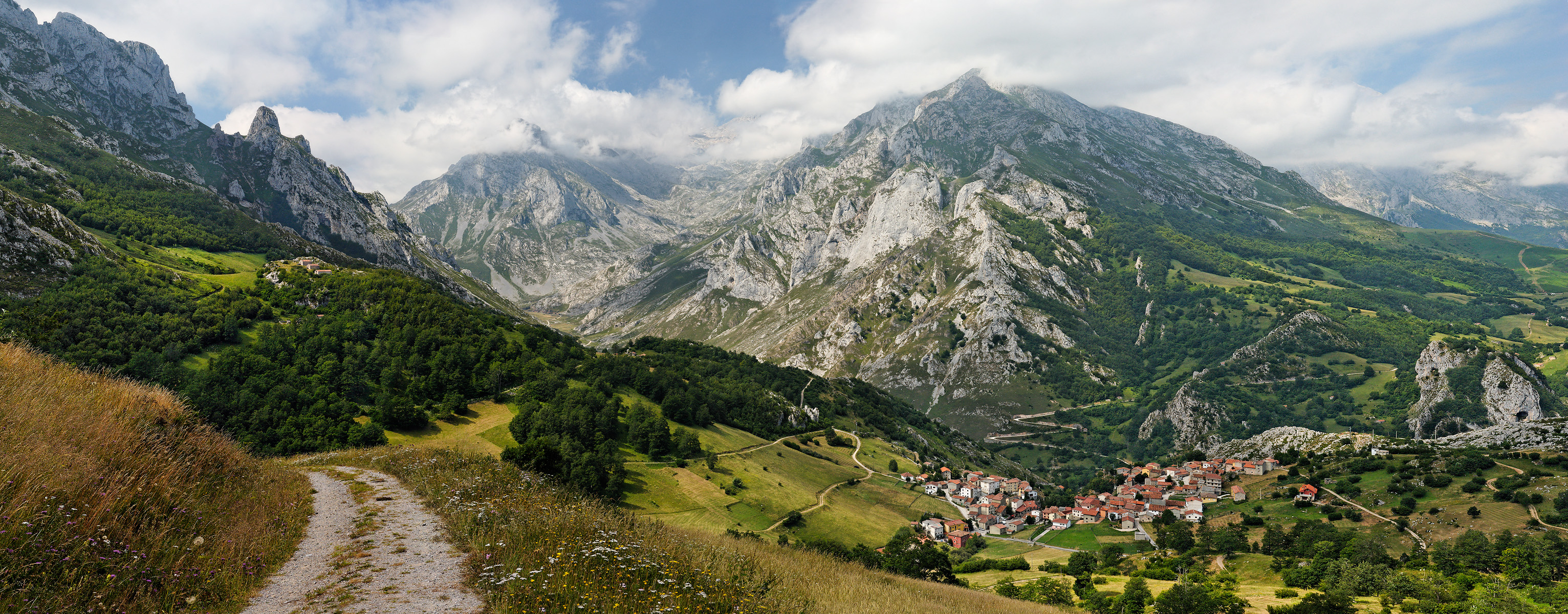
Panorámica de la localidad de Sotres en el concejo asturiano de Cabrales.

En toda la zona campurriana la partida de maquis que actuó fue la designada con el nombre "Brigada del Gitano", que al igual que otras, adoptó el nombre de Cristino García Granda, héroe de la resistencia francesa fusilado en febrero de 1946 en Madrid. En Burgos, a caballo entre esta provincia y Cantabria, un grupo de jóvenes de la zona bajo la dirección de Santiago y Juanito, hijo del practicante de los Carabeos, tomó el nombre de "Guerrilla Azaña". La Agrupación Guerrillera de Santander (en cuya creación tomo parte Inocencio Aja, el Vasco) y los maquis conocidos con los nombres de "El Comillano" Tampa, Rada, el Ferroviario y el Cariñoso constituyeron, entre otros muchos, el ejemplo vivo de unas personas que no dejaron las armas y se autoproclamaron en muchas ocasiones vengadores de las represalias padecidas por aquellos habitantes que les ayudaron a su "huida al monte". Entre los mencionados, el apodado Pin el Cariñoso fue el más popular de todos; natural de Miera y de nombre real José Lavín Cobo, fue muerto el 27 de octubre de 1941 en la calle Santa Lucía de Santander.
Durante la primera etapa los maquis mantuvieron una cierta simbiosis con habitantes de algunas localidades, gozando del apoyo de sectores de la población, que veían en los "huidos" unos "rebeldes utópicos" en lucha contra un ejército vencedor y contra un nuevo régimen totalitario. En su mayor parte, los integrantes de este primer bloque de maquis eran comunistas, socialistas, anarquistas o republicanos.

## Segunda etapa

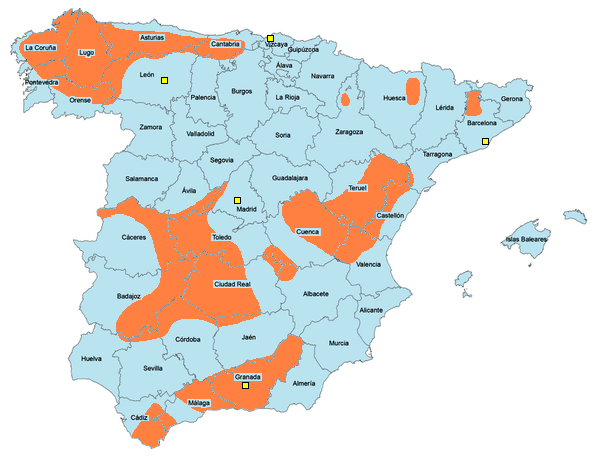
La especial orografía de Cantabria propició esta forma de lucha armada.

La segunda etapa de la historia de los maquis comienza en 1945, al lanzar el PCE la consigna de que los mozos que se encontrasen en filas o aquellos que fueran a incorporarse desertaran del Ejército; de esta forma las partidas de maquis se incrementaron, puesto que al terminar la Segunda Guerra Mundial guerrilleros que lucharon contra la Alemania Nazi penetraron por la frontera francesa en el intento de establecer contacto con los maquis que operaban en la zona Norte de España, especialmente en Asturias y Cantabria.
Según consta en los partes de la Guardia Civil, el 2 de marzo de 1946 un grupo de 40 maquis (la Brigada Pasionaria) que intentaban contactar con otra partidas fueron detectados en las cercanías de Corconte (localidad del municipio de Campoo de Yuso). En el enfrentamiento con la Guardia Civil resultaron muertos tres maquis y otros cuatro heridos. En esa operación se intervinieron 160 cargas explosivas, 20 granadas de mano y 30 metralletas.
Al final de la década de los cuarenta una nueva consigna del PCE puso fin a la lucha armada, aunque algunos maquis decidieron continuar "en los montes" de forma reducida y claramente testimonial. Tal fue el caso de Juanín y Bedoya. En 1952 tras la muerte de Gildo en Tama (capital del municipio de Cillorigo de Liébana) se dio por extinguido el fenómeno "maquis". Aun así, solamente cinco años después los montes de Cantabria dejaron de ser reducto para las partidas de huidos. El 24 de abril de 1957 una pareja de la Guardia Civil del puesto de Vega de Liébana dio muerte a Juanín.
Meses más tarde, el 2 de diciembre, Bedoya fue cercado en Islares, municipio de Castro Urdiales, muriendo en el enfrentamiento con las fuerzas del orden. La recopilación de los partes oficiales de la Guardia Civil cifra en 72 el número de muertos en Cantabria como consecuencia de los enfrentamientos con fuerzas de la Guardia Civil.

## Obras sobre los maquis en Cantabria
Las vidas, las incógnitas y las distintas historias que se han contado sobre Francisco Bedoya y su compañero Juan Fernández Ayala, fueron recopiladas y plasmadas en la obra "Juanín y Bedoya. Los últimos guerrilleros" (2007) escrita por el investigador cántabro Antonio Brevers.
Existe otra obra dedicada a Juanín y Bedoya titulada "Los que se echaron al monte" y otra dedicada exclusivamente a la vida y hazañas de José Lavín Cobo titulada con su popular apodo "El Cariñoso". Ambas obras escritas por Isidro Cicero, analizan de forma novelada la vida de los huidos y las acciones cometidas por éstos, puestas en boca de algunos testigos o, en ocasiones, entresacadas del relato oído en los pueblos.
También existen otras obras, con mayor generalidad, como las novelas "Víbora", de Vázquez Azpíri, "Testamento en la Montaña" de Manuel Arce, y "La Paz Empieza Nunca", de Emilio Romero Gómez.
"La mujer del maquis" de Ana Cañil: Es la historia de esos hombres y mujeres que sufrieron torturas, cárcel y represión. Y también es la historia de amor de Paco Bedoya, el último maquis, y de Mercedes San Honorio.